# Makpal Kalmurzayeva
Makpal Kalmurzayeva (25 gennaio 2008) è una nuotatrice artistica kazaka.

## Palmarès

### Coppa del Mondo
- 1 podio:
  - 1 vittoria (1 nella gara a squadre)

#### Coppa del mondo - vittorie
| Data             | Luogo  | Paese   | Disciplina  |
| ---------------- | ------ | ------- | ----------- |
| 28 febbraio 2025 | Parigi | Francia | Team libero |